# Ivan Nielsen
Ivan Nielsen (* 9. října 1956, Frederiksberg) je bývalý dánský fotbalista. Nastupoval většinou na postu obránce.
S dánskou reprezentací získal bronzovou medaili na mistrovství Evropy roku 1984. Hrál též na evropském šampionátu 1988 a mistrovství světa v Mexiku roku 1986. Celkem za národní mužstvo odehrál 51 zápasů.
S PSV Eindhoven vyhrál Pohár mistrů evropských zemí 1987/88.
Stal se s ním též třikrát mistrem Nizozemska (1988/87, 1987/88, 1988/89), jeden nizozemský titul získal i s Feyenoordem Rotterdam (1983/84). S FC Kodaň vyhrál v sezóně 1992/93 ligu dánskou.